# مات وايز
مات وايز (بالإنجليزية: Matt Wise)‏ هو لاعب كرة قاعدة أمريكي، ولد في 18 نوفمبر 1975 في مونتكلير في الولايات المتحدة.

## وصلات خارجية
- مات وايز على موقع دوري كرة القاعدة الرئيسي (الإنجليزية)
- مات وايز على موقعبيزبول رفرنس.كوم (الدوري الرئيسي) (الإنجليزية)
- مات وايز على موقعبيزبول رفرنس.كوم (الدوري الثانوي) (الإنجليزية)
- مات وايز على موقع إي إس بي إن.كوم (أم.أل.بي) (الإنجليزية)
- مات وايز على موقع مشجعي الرسوم البيانية (الإنجليزية)